# Leylijn

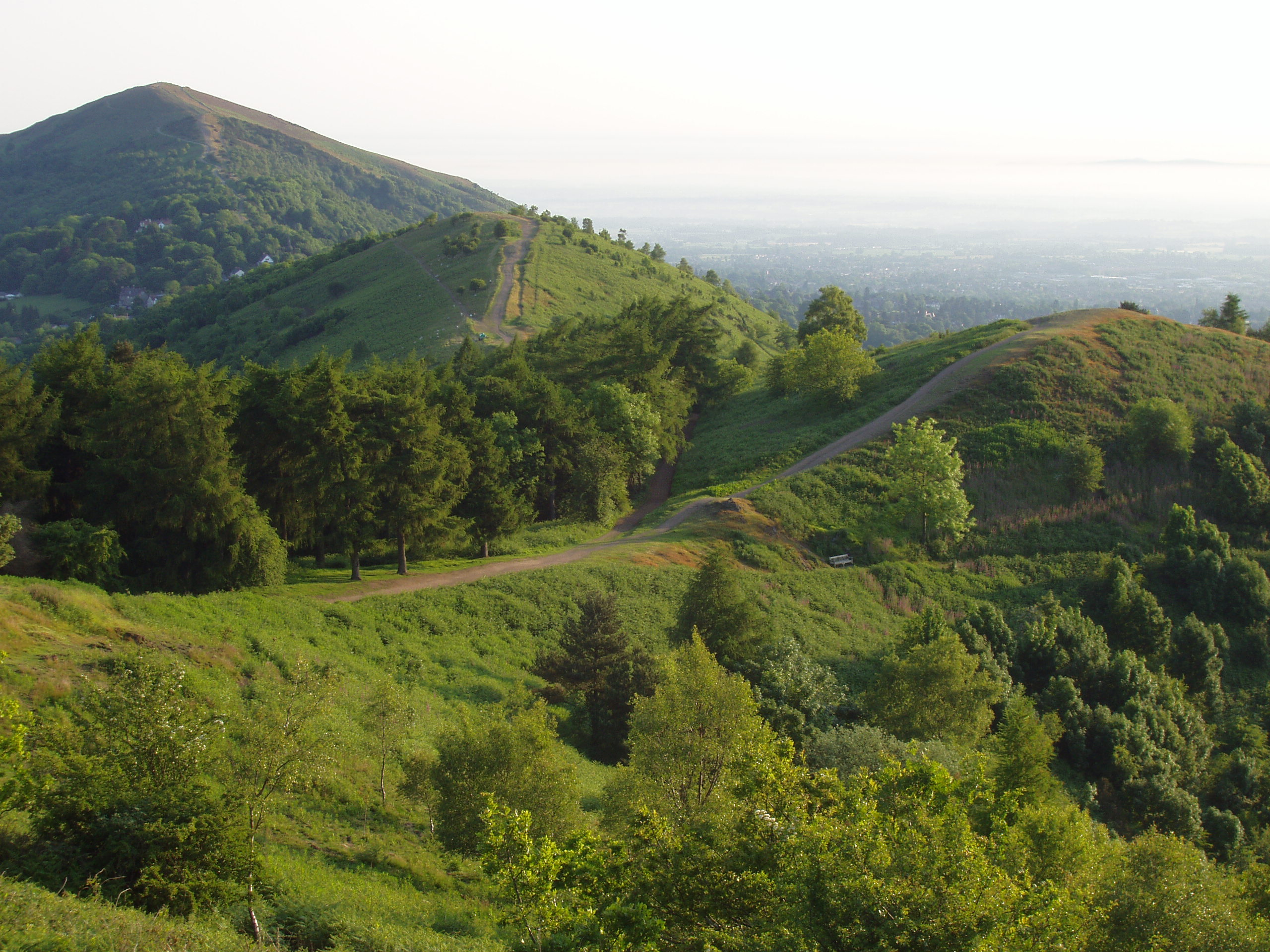
De Malvern Hills in Engeland. Alfred Watkins geloofde dat een leylijn langs de heuvelruggen en door verschillende bronnen liep.

Een leylijn is een rechte lijn op het aardoppervlak die wordt getrokken door meerdere punten van geografisch belang, waarbij verwezen wordt naar een vermeend verband tussen die punten. Het gaat daarbij typisch om prehistorische locaties, archeologische vindplaatsen en oude kerken. Esoterici geloven dat leylijnen energiebanen zijn. De naam is afgeleid van lineaire groeperingen van Engelse dorpen die eindigen op -leigh of-ley. Het bestaan ervan werd voor het eerst geponeerd in 1921 door de Britse amateurarcheoloog Alfred Watkins.

## Alfred Watkins
Op 30 juni 1921 merkte de Britse amateurarcheoloog Alfred Watkins in Herefordshire op, dat bepaalde paden daar rechte verbindingen door het landschap leken te vormen. Toen hij dit naging op een kaart, zag hij dat verscheidene belangrijke plaatsen op één lijn lagen. Hij kreeg het plotselinge inzicht dat er overal lijnen door het landschap konden lopen die allerlei punten van belang verbonden: menhirs, steencirkels, dolmens, hunebedden, grafheuvels, heilige bomen, kerken, kloosters en andere bouwwerken (meestal heiligdommen). Bij zijn onderzoek naar deze lijnen kwam hij veel plaatsen tegen met het begrip 'ley' erin (op verschillende manieren gespeld), wat volgens hem bescherming of luwte betekende.
Omdat zijn eerste waarneming voetpaden betrof, nam Watkins aan dat het om zo recht mogelijke handelsroutes uit de Britse prehistorie ging. Hij publiceerde zijn ideeën in twee boeken, Early British Trackways en The Old Straight Track, die bij archeologen sceptisch werden ontvangen. Over het algemeen wordt nu aangenomen dat zijn verklaring weerlegd wordt door het feit dat in heuvellandschappen een rechte lijn zelden de beste reisroute is.

## Pseudowetenschappelijke verklaringen
Een aantal pseudowetenschappelijke theorieën verklaren de leylijnen uit eigenschappen van de aarde, waarbij de mens bewust of onbewust bouwt op leylijnen, of bij voorkeur op knooppunten van leylijnen. Van leylijnen wordt dan gezegd dat het magnetische banen zijn, energiebanen, of mystieke banen. Het zouden kaarsrechte banen van energie zijn, waar christenen en anderen hun heiligdommen op bouwden, met breedtes van tien centimeter tot een meter. Genoemd worden in dit verband de lijnen tussen de staande stenen van Stonehenge, de Egyptische piramiden en de Drentse hunebedden. Dat zouden knooppunten zijn.

## Wetenschappelijke verklaring
De meeste wetenschappers schenken weinig aandacht aan leylijnen omdat nog nimmer wetenschappelijk is aangetoond dat ze enige betekenis hebben. Rechte lijnen zijn bij elke willekeurige groep punten aan te wijzen zoals uit verschillende publicaties blijkt (zie hieronder bij externe links). Een ander punt van kritiek is het feit dat de verschillende plekken waardoor leylijnen worden getrokken vaak ontstaan zijn in verschillende perioden, die soms duizenden jaren uiteen liggen. Met natuurwetenschappelijke meetinstrumenten kunnen deze banen ook niet vastgesteld of gefalsifieerd worden.

## Wichelroede
Beweerd wordt dat leylijnen met de wichelroede aan te tonen zijn. Jörg Purner bracht in 1982 een publicatie uit waarin hij poogde het bestaan van leylijnen aan te tonen, maar hij slaagde er niet in. In 1982 promoveerde hij als eerste radiësthesist (wichelroedeloper) met het proefschrift Radiästhetische Untersuchungen an Kirchen und Kultstätten aan de Universiteit van Innsbruck, Oostenrijk, faculteit Architectuur. In 1988 verscheen van zijn hand Radiästhesie - Ein Weg zum Licht? waarin verslag werd gedaan van de opgedane ervaringen.